# Eric Stonestreet
Eric Allen Stonestreet (Kansas City, Kansas; 9 de septiembre de 1971) es un actor estadounidense de cine y televisión.

## Biografía
Stonestreet nació y creció en Kansas City, Kansas. Mientras estudiaba en la Universidad Estatal de Kansas, realizó una audición para la obra teatral Prelude to a Kiss. Después de graduarse en Sociología, se mudó a Chicago para estudiar teatro y durante dos años realizó anuncios publicitarios para televisión.
En 1999 tuvo lugar su debut televisivo al aparecer en un episodio de la serie Dharma & Greg. Continuó realizando papeles episódicos en series como Malcolm in the Middle, ER o The West Wing, además de participar en varias películas. Entre 2001 y 2005 participó en varios episodios de CSI y en 2009 pasó a formar parte del reparto principal de Modern Family con el papel de Cameron Tucker, por el que ganó un premio Primetime Emmy como «Mejor actor de reparto en una serie de comedia». El 23 de septiembre de 2012 ganó su segundo premio Emmy al mejor actor de reparto en una comedia por su labor en Modern Family.

## Filmografía

### Cine
- Casi famosos (2000) - Sheldon
- F. A. T. (2003) - Ranger
- Girls Will Be Girls (2003) - Dr. Benson
- Street of Pain (2003) - Floyd
- Straight-Jacket (2004) - organizador laboral
- Knuckle Sandwich (2004) - Bill
- Saddam 17 (2005) - empleado
- La isla (2005) - Ed
- The Drifter (2007) - repartidor
- Stories USA (2007) - Floyd
- Ninja Cheerleaders (2008) - Beergut
- American Crude (2008) - Phil
- Father vs. Son (2010) - Doug
- Bad Teacher (2011) - Kirk
- Los Muppets (2011)
- Identity Thief (2013)
- The loft (2014) - Marty Landry
- The Secret Life of Pets (2016) - Voz de Duke
- The Secret Life of Pets 2 (2019) - Voz de Duke

### Televisión
- Dharma & Greg (1 episodio, 1999) - Chester
- Malcolm in the Middle (1 episodio, 2000) - Phil
- Providence (1 episodio, 2002) - Ted Stout
- Party of Five (2 episodios, 2000) - Irv
- Spin City (1 episodio, 2000) - fotógrafo
- ER (1 episodio, 2000) - Willie
- The West Wing (1 episodio, 2001)
- CSI: Crime Scene Investigation (13 episodios, 2001-2005) - Ronnie Litre
- Greg the Bunny (1 episodio, 2002) - Wilson (sin acreditar)
- Close to Home (1 episodio, 2005) - Andrew Morgan
- 13 Graves (2006) - Andrew Schoch
- Crossing Jordan (1 episodio, 2007) - Steve Anderman
- Bones (2 episodios, 2007) - D. C. Cop
- American Dad (1 episodio, 2007) (voz)
- El mentalista (1 episodio, 2008) - Malcolm Boatwright
- Criando malvas (1 episodio, 2008) - Leo Burns
- NCIS (1 episodio, 2008) - Harvey Ames
- This Might Hurt (2009) - Brad Maynard
- Monk (1 episodio, 2009) - Boom Boom
- Scare Tactics (1 episodio, 2009) - Nathan
- Nip/Tuck (1 episodio, 2009) - Wesley Clovis
- Modern Family (250 episodios, 2009-2020) - Cameron Tucker
- American Horror Story (1 episodio, 2011) - Derek
- Santa cláusula: un nuevo Santa (6 episodios, 2023) - The mad Santa - Antagonista

## Premios y nominaciones
Premios Emmy
| Año  | Categoría                        | Trabajo nominado | Resultado |
| ---- | -------------------------------- | ---------------- | --------- |
| 2010 | Mejor actor de reparto - Comedia | Modern Family    | Ganador   |
| 2011 | Mejor actor de reparto - Comedia | Modern Family    | Nominado  |
| 2012 | Mejor actor de reparto - Comedia | Modern Family    | Ganador   |

Globos de Oro
| Año  | Categoría                                              | Trabajo nominado | Resultado |
| ---- | ------------------------------------------------------ | ---------------- | --------- |
| 2011 | Mejor actor de reparto de serie, miniserie o telefilme | Modern Family    | Nominado  |
| 2012 | Mejor actor de reparto de serie, miniserie o telefilme | Modern Family    | Nominado  |
| 2013 | Mejor actor de reparto de serie, miniserie o telefilme | Modern Family    | Nominado  |

Premios del Sindicato de Actores
| Año  | Categoría                             | Trabajo nominado | Resultado |
| ---- | ------------------------------------- | ---------------- | --------- |
| 2009 | Mejor reparto de televisión - Comedia | Modern Family    | Nominado  |
| 2010 | Mejor reparto de televisión - Comedia | Modern Family    | Ganador   |
| 2011 | Mejor reparto de televisión - Comedia | Modern Family    | Ganador   |
| 2011 | Mejor actor de televisión - Comedia   | Modern Family    | Nominado  |
| 2012 | Mejor reparto de televisión - Comedia | Modern Family    | Ganador   |
| 2012 | Mejor actor de televisión - Comedia   | Modern Family    | Nominado  |
| 2013 | Mejor reparto de televisión - Comedia | Modern Family    | Ganador   |
| 2014 | Mejor reparto de televisión - Comedia | Modern Family    | Nominado  |
| 2015 | Mejor reparto de televisión - Comedia | Modern Family    | Nominado  |
| 2016 | Mejor reparto de televisión - Comedia | Modern Family    | Nominado  |